# Gregorio Rigo
Gregorio Rigo (Torri del Benaco, 3 ottobre 1841 – Torri del Benaco, 15 novembre 1922) è stato un farmacista, botanico e patriota italiano.

## Biografia
Laureato in farmacia si appassionò ben presto alla botanica. Alla fine del 1863 entrò in contatto con il botanico Pietro Porta, parroco nativo di Moerna  di Valvestino e sacerdote a Bollone, con il quale collaborò per molti anni a diverse spedizioni botaniche in Italia e in Spagna nelle isole Baleari.
Nel 1866 allo scoppio della terza guerra di indipendenza si arruolò nel 3º reggimento del Corpo Volontari Italiani di Giuseppe Garibaldi e combatté nella battaglia di Monte Suello e di Condino. Collaborò con il “Nuovo giornale botanico italiano”, con il botanico P. Sintenis in una spedizione a Cipro e fu autore di alcuni scritti.

## Elenco delle principali spedizioni
1. 1874 per cinque mesi in Abruzzo con Pietro Porta;
2. 1875 sempre con Pietro Porta suo padre Antonio in Puglia e in Abruzzo;
3. 1877, con Pietro Porta e Roperto Huter, in varie regioni dell'Italia centro meridionale (Calabria, i dintorni di Taormina e Messina, Basilicata meridionale, Molise e Abruzzo) dalla primavera al mese di agosto;
4. 1879 con Roperto Huter e Pietro Porta in Spagna;
5. 1885 con Pietro Porta nelle isole Baleari;
6. 1890, 1891 e 1895 nella Spagna meridionale nuovamente con Pietro Porta.

## Collezione Rigo dell'Università di Napoli
La collezione consta di campioni raccolti da Gregorio Rigo durante le sue spedizioni botaniche in Italia e all'estero in compagnia di alcuni botanici tra i più famosi dell'epoca, tra cui Roperto Huter, Pietro Porta e P. Sintenis.
La collezione è composta di exsiccata provenienti da diverse regioni italiane, soprattutto dal Veneto e dalla Calabria, e campioni raccolti in Spagna e a Cipro. È costituita da 49 fascicoli di piante vascolari contenenti circa 9.000 unità.

## Scritti
- Relazione botanica del viaggio eseguito da Porta e Rigo nelle provincie meridionali d'Italia dalla fine di marzo fino a tutto 10 agosto 1875: brevi cenni, 1877.
- P. Sintenis e Rigo, Iter Cyprium, 1880.
- Iter Italicum quartum anni, 1898.